# Passatge del Llor
Passatge del Llor és un pas cobert del Llor, al municipi de Torrefeta i Florejacs (Segarra), inclòs a l'Inventari del Patrimoni Arquitectònic de Catalunya.

## Descripció
Passatge de 10 metres que comunica el C/ Rectoria amb la Pl. Major.
Aquest passatge està format per dos portals amb arc de mig punt a banda i banda i està resolt amb un entaulament amb bigues de fusta. El paviment presenta formigó i un desnivell d'un 5% aproximadament. La boca que mira a la Pl. Major salva el desnivell respecte a aquesta gràcies a quatre llargs graons.
Aquest passatge donava accés al nucli del poble quan aquest es trobava emmurallat. Encara conserva els forats de les fontisses de les portes que el tancaven.